# Campeonato de la República de Bulgaria
El Campeonato de la República de Bulgaria fue el torneo de fútbol más importante a nivel de clubes del país y fue el sucesor del desaparecido Campeonato Estatal de Fútbol de Bulgaria y el predecesor del A PFG, la actual primera división de fútbol en el país.

## Historia
El torneo fue creado en 1945 para reemplazar al desaparecido Campeonato Estatal de Fútbol de Bulgaria que se jugó de 1924 a 1944, y se jugaba bajo un sistema de eliminación derecta entre los seis campeones regionales de Bulgaria, y esas divisiones se jugaban también bajo un sistema de eliminación directa, en el cual también participaban equipos no pertenecientes a la región geográfica donde participaban.
El campeonato se jugó por 4 temporadas hasta que fue reemplazado por el campeonato A PFG, la actual liga profesional de fútbol de Bulgaria.

## Ediciones anteriores
| Temporada | Campeón (títulos)     | Finalista       |
| --------- | --------------------- | --------------- |
| 1945      | Lokomotiv Sofia (2)   | Sportist Sofia  |
| 1946      | Levski Sofia (4)      | Lokomotiv Sofia |
| 1947      | Levski Sofia (5)      | Lokomotiv Sofia |
| 1948      | Septemvri pri CDV (1) | Levski Sofia    |

- En Negrita indica a los equipos que ganaron la liga y la Copa de Bulgaria el mismo año.

## Títulos

### Por Equipo
| Club              | Títulos | Finalista |
| ----------------- | ------- | --------- |
| Levski Sofia      | 2       | 1         |
| Lokomotiv Sofia   | 1       | 2         |
| Septemvri pri CDV | 1       | –         |
| Sportist Sofia    | –       | 1         |

- En Negrita indica a los equipos desaaprecidos.

### Por Ciudad
| Ciudad | Títulos | Finalista |
| ------ | ------- | --------- |
| Sofia  | 4       | 4         |